# Rudolphital
Rudolphital ist ein Wohnplatz im Ortsteil Sanne der Gemeinde Hassel im Landkreis Stendal in Sachsen-Anhalt.

## Geographie
Der Wohnplatz Rudolphital liegt zwischen Arneburg und Sanne in der Altmark. Östlich des Ortes liegt ein Waldgebiet mit dem flächenhaften Naturdenkmal Jungfernberge.

## Geschichte

### Entstehung
Der Ort wird erstmals in einer Statistik aus dem Jahre 1868 mit dem Namen Rudolphi’s Thal aufgeführt. Ab 1871 war der Name Abbau Rudolphithal, 1931 und 1957 Rudolphithal, ab 1970 bis heute heißt der Ort Rudolphital.

### Einwohnerentwicklung
| Jahr | Einwohner |
| ---- | --------- |
| 1871 | 11        |
| 1885 | 12        |
| 1895 | 10        |
| 1905 | 12        |

## Politik
Die Einwohner aus Rudolphital werden im Gemeinderat der Gemeinde Hassel von der „Wählergemeinschaft Rudolphital für Sport und Tourismus“ vertreten, die dort einen Sitz hat.

## Wirtschaft und Infrastruktur
Der Schimmel- und Scheckenhof Tannhäuser in Rudolphital ist ein Nebenerwerbshof der Familie Tannhäuser, die sich schon über 30 Jahre der Zucht der Ponyrasse Lewitzer Schecke widmet. Auf dem Hof wird Reitunterricht erteilt. Es werden Kutsch- und Kremserfahrten durchgeführt und Reiterferien organisiert.
Der im November 2008 gegründete Pferdesport- und Touristikverein Rudolphital e. V. hat es sich zur Aufgabe gemacht, Jugendliche spielerisch an den Reitturniersport heranzuführen. Mitglieder des PSTV Rudolphital nehmen an Reitturnieren in der Region teil.